# Kovács Attila (labdarúgó, 1981)
Kovács Attila (Budapest, 1981. február 17. –) magyar labdarúgókapus.

## Sikerei, díjai
Paksi FC
- Ligakupa-döntős: 2010

## Külső hivatkozások
- Kovács Attila adatlapja a www.hlsz.hu oldalon Archiválva 2012. október 4-i dátummal a Wayback Machine-ben